# Katonacsászárok
Katonacsászárok korának nevezzük a Római Birodalom történetének 235–284 közti szakaszát, Severus Alexander halálától Diocletianus trónszerzéséig, a 3. századi válság időszakában. Ebben az időszakban a dinasztikus uralkodási elv nem tudott érvényesülni, a császári címet többnyire saját katonáikra támaszkodva fellázadó hadvezérek ragadták magukhoz. A korszakban a gazdasági és igazgatási szempontból összeomló, járványoktól sújtott császárságot több fronton érték erős külső támadások (a rajnai határon a germán alemannok, a dunai határon különböző barbár népek – szarmaták, kárpok, gótok, basztarnák stb. –, végül Ázsiában az ekkor trónt szerző Szászánidák által uralt Újperzsa Birodalom mért súlyos csapásokat a rómaiakra. 
A támadások nyomán, a válság mélypontján a császárság területe darabokra szakadt: létrejött az ún. Galliai Császárság (260–274), keleten pedig a gazdag kereskedőváros, Palmüra kebelezte be az együttműködést megszakító rómaiak területeit (267–273). A válságból való kilábalás, a császári hatalom és a területi egység helyreállítása Aurelianus (270–275) uralkodása idején nagyrészt végbement Dacia kiürítése és feladása árán, azonban tartós hatalmat csak az utolsó katonacsászár, Diocletianus tudott kialakítani.
A katonacsászárok korában az addig fennálló uralmi rend, a principatus – amelyben az uralkodók formálisan a köztársasági államforma keretein belül működtek, és a senatustól kapták meg a köztársaságkori kategóriákkal meghatározott főhatalmat – teljességgel kiüresedett. Diocletianus trónra lépve felszámolta az idejétmúlt és jelentőségét vesztett berendezkedést, és leplezetlen egyeduralmat vezetett be dominatus néven.

## Katonacsászárok
- Maximinus Thrax (235-238), aki a hadsereg erejéből került trónra.
- I.Gordianus és fia,  II.Gordianus (238), Afrikában.
- I.Philippus (244-249),aki a Praetoriánus Gárda vezetője volt.
- Decius (249-251), akit a pannóniai légiók tettek császárrá.
- Trebonianus Gallus (251-253)
- Aemilianus (253) Itáliában.
- Valerianus (253-260)
- Claudius Gothicus (268-270)
- Quintillus (270)
- Aurelianus (270-275)
- Florianus (276), aki meglehetősen rövid ideig uralkodott.
- Probus (276-282)
- Carus (282-283)
- Diocletianus (284-305)

## Fordítás
Ez a szócikk részben vagy egészben  a   Roman usurper című angol Wikipédia-szócikk ezen változatának fordításán alapul.  Az eredeti cikk szerkesztőit annak laptörténete sorolja fel. Ez a jelzés csupán a megfogalmazás eredetét és a szerzői jogokat jelzi, nem szolgál a cikkben szereplő információk forrásmegjelöléseként.